# Албрехт II (Ваймар-Орламюнде)
Вижте пояснителната страница за други личности с името Албрехт II.
Албрехт II фон Орламюнде (на немски: Albrecht II, Graf von Orlamünde, * сл. 1182, † пр. 22 октомври 1245) от фамилията Аскани e до 1245 г. граф на графство Ваймар-Орламюнде на Северна Албингия- или Трансалбингия, Холщайн, Ратцебург, Дасов, Лауенбург, Щормарн и Вагрия.
Той е първият син на граф Зигфрид III (1155 – 1206) и София Датска (1159 – 1208), дъщеря на датския крал Валдемар I и София Владимировна от Минск. Той управлява заедно с брат си Херман II (1184 – 1247).
Албрехт II се жени през 1211 г. за Хедвиг (1185 – 1247), дъщеря на ландграф Херман I от Тюрингия от род Лудовинги. Той отива в Светите земи и се връща през пролетта на 1218 г.
През 1223 г. крал Валдемар II е затворен от граф Хайнрих фон Шверин и племенникът му Албрехт е поставен от благородниците на Дания за управител на царството.
На 11 януари 1225 г. Албрехт тръгва от Зегеберг заедно с братовчед му херцог Ото фон Люнебург от род Велфи против Хайнрих фон Шверин. През пролетта на 1225 г. той е победен в битката при Мьолн. Албрехт попада в плен, Ото фон Люнебург успява да избяга. На 17 ноември 1225 г. се сключва мирен договор, в който Албрехт се отказва от Холщайн в полза на граф Адолф IV фон Шауенбург. След това той живее най-вече на остров Алс в Дания.